# Weimar, Texas
Weimar là một thành phố thuộc quận Colorado, tiểu bang Texas, Hoa Kỳ. Năm 2010, dân số của xã này là 2151 người.

## Dân số
- Dân số năm 2000: 1981 người.
- Dân số năm 2010: 2151 người.